# Leone Mancini
Leone Mancini (1921 – Roma, 8 dicembre 2008) è stato un regista e autore televisivo italiano.

## Biografia
Durante la sua carriera, ha lavorato nel cabaret (nel 1967-1968 collaborò con Maurizio Costanzo al Puff di Trastevere, lavorando tra gli altri con Enrico Montesano), effettua regie teatrali (con Vangelo duemila) e nel 1996 ha diretto il film Ci sono anch'io!, che arrivò nelle sale solo in misura molto limitata.
Come autore ha lavorato per la radio dall'inizio degli anni '60 alla fine degli anni '90, dirigendo nel 1966 la sua commedia teatrale Centominuti come radiodramma, e lavorando con numerosi grandi nomi teatrali. Per la televisione, collaborando soprattutto con Renzo Arbore, Lino Procacci e Alberto Testa, realizzò numerosi programmi di successo come Il paroliere questo sconosciuto, Speciale per voi, Senza tanti complimenti, Ieri e oggi, Tanto piacere, A modo mio, Sereno variabile, C'era una volta, Domenica in e la trasmissione per ragazzi Big! con Pippo Franco.

## Filmografia

### Cinema
- Ci sono anch'io! (1996)